# Centre hospitalier du Val-de-Saône-Pierre-Vitter
Le centre hospitalier du Val-de-Saône-Pierre-Vitter (CHVS), plus couramment appelé hôpital de Gray est un centre hospitalier français situé à Gray en région Bourgogne-Franche-Comté. Il porte le nom de Pierre Vitter, ancien maire de Gray, député et sénateur de la Haute-Saône.

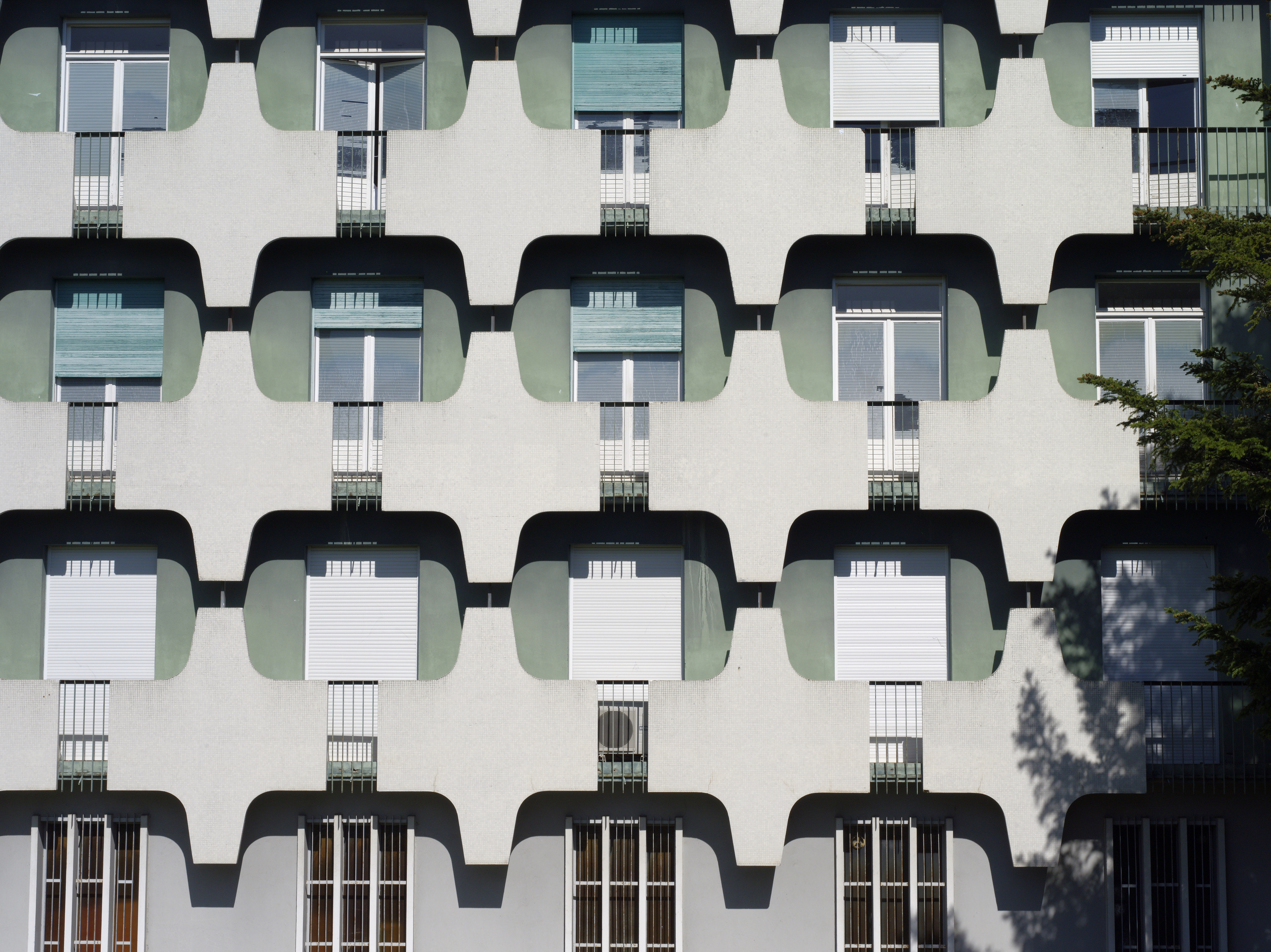
Détail architectural.

Depuis le 1er juillet 2016, il fait partie du groupement hospitalier de territoire (GHT) Centre Franche-Comté aux côtés de 10 autres établissements francs-comtois dont le centre hospitalier régional universitaire de Besançon.
Il quitte finalement ce groupement et intègre le 1er janvier 2020 le groupe hospitalier de la Haute-Saône.

Carte du site de Gray avec les aménagements successifs.